# Franz Neubauer (Politiker, 1930)
Franz Neubauer (* 10. Mai 1930 in Großsichdichfür, Tschechoslowakei; † 2. Dezember 2015) war ein deutscher Jurist und Politiker (CSU).

## Leben
Nach der Vertreibung aus dem Egerland 1946 und dem Abitur 1949 nahm Neubauer in München ein Jurastudium auf, das er 1957 mit der zweiten juristischen Staatsprüfung abschloss. 1958 trat er in die bayerische Finanzverwaltung ein. Er war bei den Finanzämtern Traunstein, München-Land und Rosenheim tätig, außerdem lehrte er an der Landesfinanzschule in Herrsching am Ammersee. Von 1967 bis 1970 war Neubauer Gemeindefinanzreferent im Bayerischen Staatsministerium der Finanzen.
Von 1970 bis 1986 war er Mitglied des Bayerischen Landtags; daneben war er von 1971 bis 1977 freiberuflicher Steuerberater. 1977/78 Staatssekretär im bayerischen Justizministerium, 1978 bis 1984 im Innenministerium. Zu seinen Tätigkeiten im Innenministerium gehörte die Leitung der nach ihm benannten „Neubauer-Kommission“ zur Entbürokratisierung und Verwaltungsvereinfachung.
Von 1984 bis 1986 war er Bayerischer Staatsminister für Arbeit und Sozialordnung.
Anschließend wechselte er von der Politik in die Finanzwirtschaft. Von 1987 bis 1993 war er geschäftsführender Präsident des Bayerischen Sparkassen- und Giroverbandes, von 1993 bis 1998 Vorstandsvorsitzender der Bayerischen Landesbank. Zu seinen Erfolgen in dieser Funktion gehört das Engagement der Landesbank in Ostmitteleuropa, insbesondere in Ungarn, sowie der Ausbau ihrer Präsenz in Ostasien.
Von 1982 bis 2000 war Neubauer ehrenamtlich Sprecher der Sudetendeutschen Landsmannschaft, außerdem ab 1987 (ebenfalls bis 2000) Bundesvorsitzender der sudetendeutschen Volksgruppe. Diese beiden Ämter machten Neubauer in den 1990er Jahren zu einem der bekanntesten deutschen Politiker in der Tschechischen Republik. Neubauer appellierte immer wieder an die tschechische Seite, „Enteignung und Vertreibung als Unrecht anzuerkennen“. Nach dem Ende seiner Amtszeit als Bundesvorsitzender wurde Neubauer zum Ehrenvorsitzenden der Sudetendeutschen Landsmannschaft gewählt. Zeitweise gehörte er dem Präsidium des Sudetendeutschen Rates an.
Neubauer war zudem von 1978 bis 1997 ehrenamtlich Sprecher der Gemeinschaftsaktion Sicher zur Schule – Sicher nach Hause.
Neubauer lebte in Nußdorf am Inn und war mit Erika Neubauer, geb. Trudrung, verheiratet. Er starb am 2. Dezember 2015 im Alter von 85 Jahren.

## Auszeichnungen
- 1978: Bayerischer Verdienstorden
- 1978: Verdienstplakette des Bayerischen Landes-Sportverbandes
- 1980: Bundesverdienstkreuz 1. Klasse
- 1983: Ehrensenator der Fachhochschule Rosenheim
- 1984: Bayerische Verfassungsmedaille in Silber
- 1985: Ehrenzeichen in Gold der Sudetendeutschen Landsmannschaft in Österreich
- 1985: Steckkreuz des Bayerischen Feuerwehr-Ehrenzeichens
- 1986: Großes Verdienstkreuz des Verdienstordens der Bundesrepublik Deutschland
- 1986: Ehrenzeichen des Bundes der Eghalanda Gmoin
- 1986: Ehrenzeichen der Deutschen Ärzteschaft
- 1990: Ehrenbrief der Sudetendeutschen Landsmannschaft
- 1991: Großes Bundesverdienstkreuz mit Stern
- 1991: Sternorden der Republik Ungarn
- 1993: Bayerische Verfassungsmedaille in Gold
- 1995: Medaille für besondere Verdienste um Bayern in einem Vereinten Europa
- 1996: Ehrenplakette des Bundes der Vertriebenen
- 1996: Ehrenzeichen des Deutschen Roten Kreuzes
- 1999: Offizierskreuz des Verdienstordens der Republik Ungarn
- 2000: Großes Bundesverdienstkreuz mit Stern am Schulterband
- 2000: Ehrenbürger der Gemeinde Stephanskirchen
- 2003: Europäischer Karlspreis der Sudetendeutschen Landsmannschaft
- 2003: Päpstlicher Gregoriusorden

## Schriften
- mit Max Streibl: Kommunales Finanzwesen (= Kommunalpolitische Schriftenreihe, Band 2), herausgegeben von Christoph Röder, Hanns-Seidel-Stiftung, Bildungswerk, München 1978, DNB 790477742.
- Der Abbau von Staatsaufgaben und die Verwaltungsvereinfachung in Bayern. In: Verwaltungsführung, Organisation, Personal. Baden-Baden 1982, S. 113–115.
- mit Wolfgang Egerter: Wir wahren den Auftrag (= Beiträge des Witikobundes zu Fragen der Zeit, Band 33), Vorträge beim Jahrestreffen des Witikobundes am 31. Oktober 1982 in Bad Mergentheim. Witikobund, München 1983, DNB 830529446.
- Soziales Bayern. In: Gesundheitspolitik auf dem Prüfstand. Gesundheitspolitischer Kongress 12. Juli 1986, München, hrsg. vom Gesundheitspolitischen Arbeitskreis der CSU, München 1986.
- Einführung zum: Arbeitskreis I, Pflege: „Solidarität der Generationen“ (= Miteinander – Füreinander – Familie) Herausgegeben von der CSU, Familienpolitischer Kongress München 1986. Arbeitskreis Pflege – Solidarität der Generationen, München 1986, DNB 860931919.
- Ansprache des Vorsitzenden: „Der Bankpräsident“. In: Karl Böck: Was nicht in den Akten steht… für Ludwig Huber zum 65. Geburtstag (= Politik, Kultur, Wirtschaft), München 1996, OCLC 164917444.

## Nachweise
1. 1 2  Albert Schäffer: Franz Neubauer gestorben. In: Frankfurter Allgemeine Zeitung, 4. Dezember 2015, S. 5.
2. ↑  Ehemaliger Sozialminister Franz Neubauer gestorben. Welt N24, 3. Dezember 2015, abgerufen am 27. Januar 2017.